# Cyclosternum rufohirtum
Cyclosternum rufohirtum là một loài nhện trong họ Theraphosidae.
Loài này thuộc chi Cyclosternum. Cyclosternum rufohirtum được Eugène Simon miêu tả năm 1889.